# 航空知识
《航空知识》是中国大陆发行的大众航空航天类科普期刊，该刊是中国最早出版的航空航天国防科普期刊。
该刊创办于1958年，目前的主办单位为中国航空学会，由航空知识杂志社（北京航空航天大学航空期刊杂志社《航空知识》编辑部）编辑出版发行。杂志社地址为北京市海淀区学院路37号，国际期刊号：ISSN 1000-0119，中国期刊号：CN11-1526/V，邮发代号：2-410。

## 历史沿革
1958年，北京航空学院创办了《航空知识》杂志，后于1960年停刊。1964年复刊，文革中再次停刊，后于1974年1月复刊。
《航空知识》复刊后不久，就成为中国当时发行量最大的军事期刊，被列为军事期刊“三大知识”之一，也是世界上累计发行量最大的航空航天类期刊，总发行量超过一亿份。
2006年《航空知识》改版，采用全彩印刷，页码从64页增加到80页，单价调整为8元/期。

## 现任主编
王亚男，1976年12月26日生人，黑龙江省齐齐哈尔市人，毕业于北京航空航天大学，拥有经济学学士以及工程硕士学位。